# Heinkel He 177
El Heinkel He 177 Greif (‘grifo’ en alemán) fue el único bombardero operacional de largo alcance utilizado por la Luftwaffe durante la Segunda Guerra Mundial. Justo antes de comenzar la guerra como el primer bombardero pesado de Alemania diseñado específicamente para esa tarea, también fue encargado equivocadamente desde sus inicios para realizar el preciso bombardeo en picado en el que el Junkers Ju 87 había sido pionero durante la Guerra Civil Española. Esta exigencia de una capacidad de bombardeo en picado en un avión tan grande resultó en un diseño con una resistencia aerodinámica bastante menor que cualquier otro bombardero pesado cuatrimotor de la época para poder llevar a cabo la tarea, dando lugar a muchas de las principales deficiencias expuestas en su diseño general y que dificultaron su adopción generalizada como bombardero estratégico. Los tripulantes lo apodaron Luftwaffenfeuerzeug («encendedor de la Luftwaffe») o «ataúd llameante» debido a los graves problemas de motor que tuvieron las primeras versiones del avión. Posteriormente, cuando estos problemas fueron rectificados con éxito, el avión no pudo ser desplegado en masa debido al empeoramiento de la situación alemana en la guerra.

## Historia

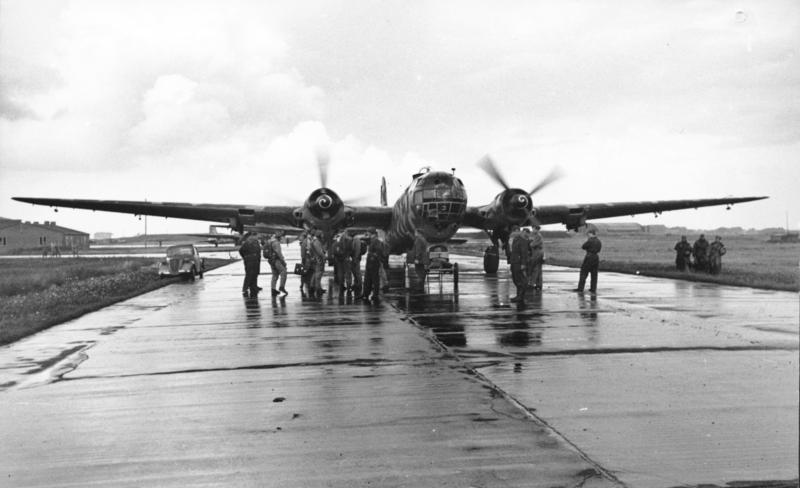
He 177 en pista, 1944.

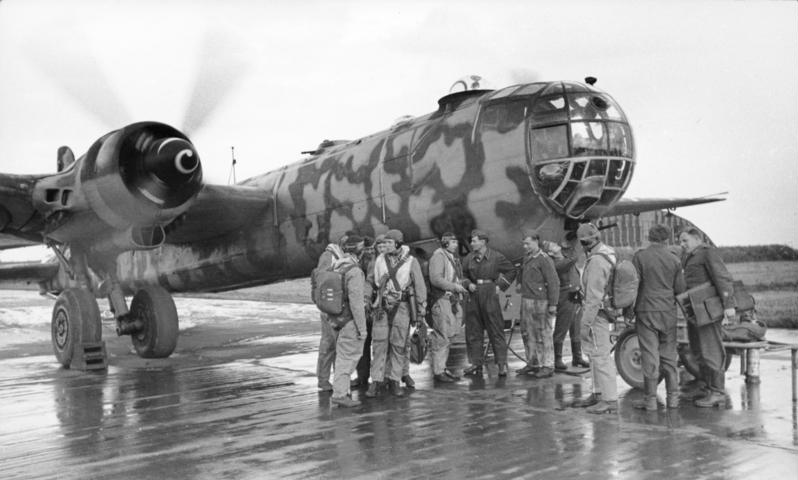
He 177 con pintura de camuflaje, 1944.

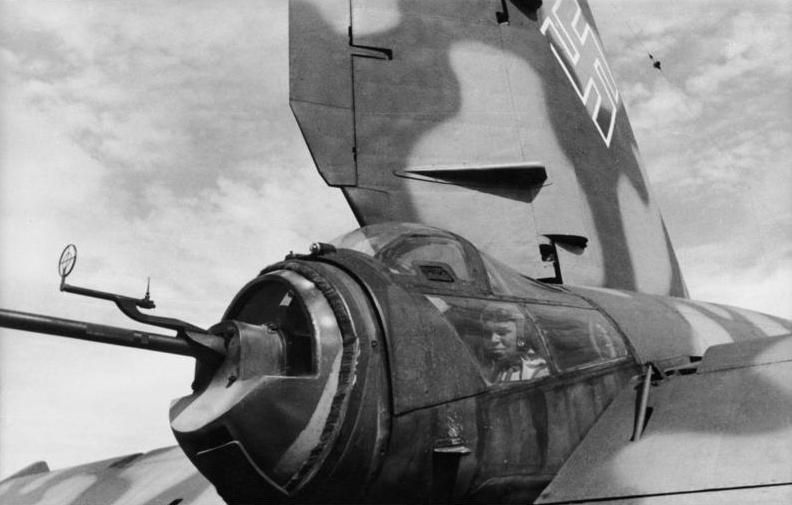
Cañón trasero.

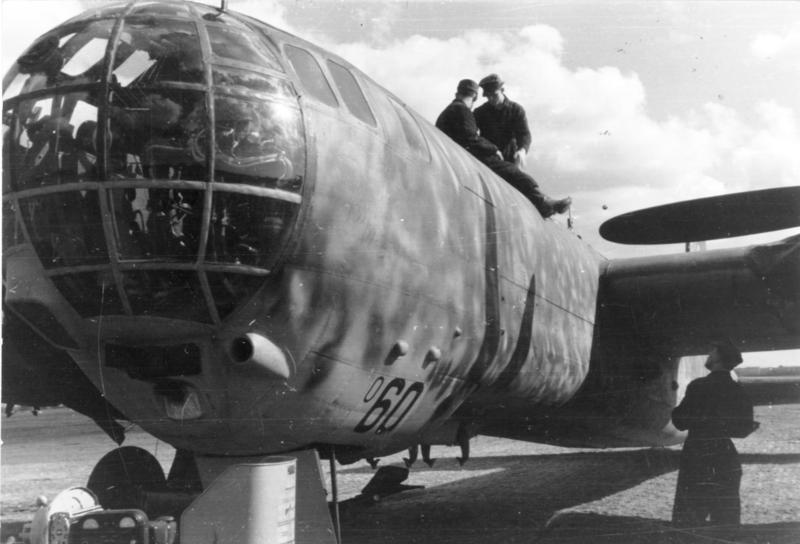
Cabina de mando.

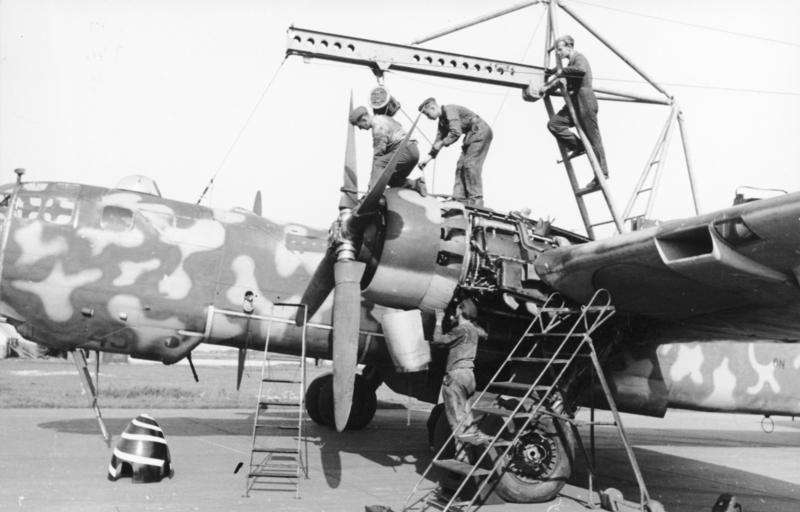
El mantenimiento de un He 177.

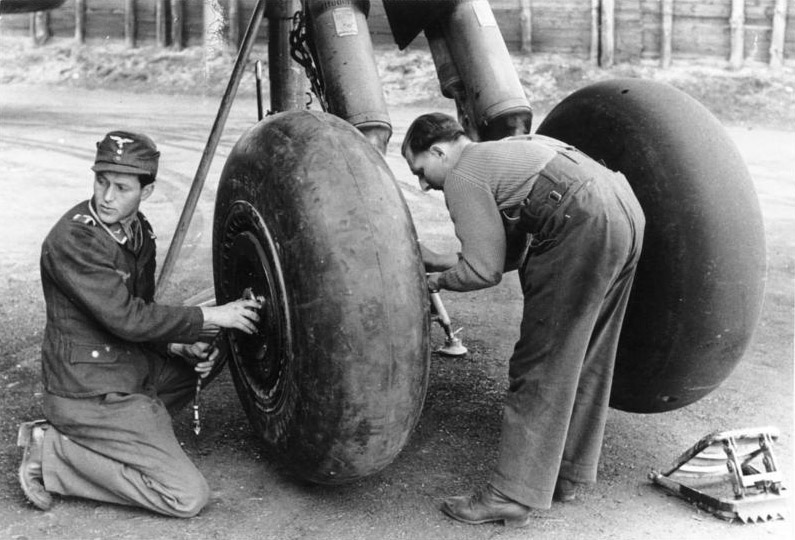
Tren de aterrizaje de un He 177.

El He 177 fue concebido como resultado de un requerimiento del Reichsluftfahrtministerium (RLM), con el nombre Bomber que especificaba un bombardero más avanzado que el Dornier Do 19 o Junkers Ju 89, capaz de llevar una carga de bombas de por lo menos 1000 kg (2204 Lb) en un alcance de 6695 kilómetros (4160 millas). El avión tenía que poseer una velocidad máxima de unos 540 km/h (335 mph) en altura y poseer suficiente resistencia estructural para llevar a cabo ataques en picado en su grado medio (más tarde cambiado a 60 grados). De hecho fue un desarrollo del anterior proyecto de Heinkel, el bombardero de largo alcance P.1041.

## Diseño
Con el fin de cumplir estas especificaciones, el Heinkel He 177 poseía muchas características avanzadas incluyendo los motores, junto con la superficie de evaporación y enfriamiento además de armas dirigidas por control remoto. Una característica poco habitual de la aeronave fue la utilización de dos motores en cada góndola que movían una sola hélice. Siegfried Günther, jefe de diseño de Heinkel, optó por utilizar la configuración Daimler-Benz DB 606, que constaba de dos motores Daimler-Benz DB 601 acoplados a una hélice común, con el fin de minimizar la resistencia aerodinámica. Los dos motores están acoplados uno al lado del otro en cada góndola e inclinados casi verticalmente, empleando una única carcasa de engranaje que conectaba los dos cárteres, y dos piñones y la transmisión en un solo eje de cigüeñal. La insistencia de esta configuración de motor deriva directamente del empeño del RLM de que el He 177 debía ser capaz de servir para bombardear en picado. La utilización de solo dos hélices en un bombardero pesado también ofrecía una importante reducción de la resistencia al avance y de una notable mejora en la maniobrabilidad.

### Problemas de desarrollo
La disposición de motores en pares accionando una sola hélice se había introducido ya en el Heinkel He 119, prototipo de avión de bombardeo y reconocimiento, para reducir la resistencia al avance, lo que funcionó bien. Al ser muy ajustada, su instalación dio lugar a considerables problemas en el He 177, siendo el más común el recalentamiento (y posterior incendio) del grupo motor en vuelo. Había varias razones para la inflamabilidad de los motores DB 606, una de las cuales era que el colector de escape en la bancada de cilindros interior de los dos bloques se recalentaba excesivamente y se incendiaba por la acumulación de aceite y grasa en la parte inferior de la cubierta del motor.
Cuando el piloto desaceleraba, había una tendencia a que la bomba de inyección de combustible entregará más de lo requerido por el motor, además de que se filtraran las conexiones de las bombas de inyección. Con el fin de limitar el peso de la aeronave, no se colocaron cortafuegos. Construido así con el par de motores tan cerca, no había suficiente espacio para las tuberías de combustible y electricidad, por lo que estas se recalentaban con frecuencia. Sus tripulaciones lo apodaron el  Luftwaffenfeuerzeug (El encendedor de la Luftwaffe), debido a la tendencia de los motores a incendiarse en las primeras versiones del avión.
Originalmente, el diseño del He 177 se solicitó que la refrigeración fuera llevada a cabo por evaporación, a fin de eliminar el peso y la resistencia del radiador, pero a pesar de la inmensa cantidad de investigaciones llevadas a cabo por Heinkel de los problemas de refrigeración de la superficie de evaporación, esta función fue pronto abandonada en 1939 en favor de los radiadores clásicos. La adición de grandes radiadores añadió peso y resistencia de manera significativa a los aviones.
El motor se saturaba frecuentemente con combustible y el aceite de las fugas de conexiones. A gran altura, el depósito de lubricante tendía a formar espuma y, como resultado, la bomba de aceite distribuía el líquido con burbujas a los motores, por lo que sus cualidades lubricantes se reducían considerablemente. La falta de lubricación adecuada resultó en la desintegración de los rodamientos de la biela, que estallaban a través del cárter del motor, perforando los tanques de combustible, y vertiendo su contenido en el tubo de escape.
La disposición hermética del grupo motor presentaba un difícil acceso a los motores. Como resultado de estos factores, así como la falta de mantenimiento de rutina sobre el terreno, el DB 606 se incendiaba fácilmente en vuelo. Así, el esfuerzo de crear un motor de potencia adecuada al He-177 (como el motor Junkers Jumo 222, producido demasiado tarde en la guerra), por medios de acoplar motores pequeños de menor potencia, solución que distaba bastante de ser perfecta, provocó más problemas de los que solucionó.
En versiones posteriores al He 177A-3, se introdujo una góndola modificada, equipada con un nuevo motor, el Daimler-Benz DB 610, para tratar de eliminar la tendencia a que los motores se incendiaran. Varias mejoras en cuestiones relativas a la refrigeración de los motores, mediante el establecimiento de un sistema de limitación de potencia automatizado, se tradujeron en una mayor fiabilidad. Esta modificación tuvo un relativo éxito en la prevención del riesgo de incendio de los motores, pero generaron otros problemas menores con la transmisión de la caja de cambios entre los dos motores y la transmisión a la hélice, además de modificaciones en los tubos de escape y tubos apagallamas para operaciones nocturnas.

### Armamento
Otra innovación en el diseño presentado por el He 177 fue el uso de tres torretas defensivas controladas a distancia, lo que significaba menor distribución y uso de tripulantes para el control de estas armas con disparo centralizado. Lamentablemente, el perfeccionamiento de estas torretas fue lento, y el He-177 tuvo que ser modificado para dar cabida a posiciones de tirador más grandes, lo que requirió el refuerzo del fuselaje en varios lugares, aumentando aún más los problemas de peso y resistencia. La mayoría de los He-177A producidos tenían una única torreta dorsal, con una o dos ametralladoras MG 131 de 13 mm, montadas en la torreta dorsal delantera de control remoto con la visión de una cúpula transparente, justo detrás de la cabina, y otra tripulada que se encontraba en el cono de cola, con un cañón automático MG 151 de 20 mm. Presentaba además una ametralladora MG 81J de 7,92 mm montada en el morro y un cañón MG 151 de 20 mm montado en la parte frontal de la góndola ventral. Podía trasportar hasta 6000 kg de bombas o minas en su interior, dos misiles guiados Hs 293, dos bombas guiadas FX 1400 Fritz X o torpedos.

### Alas
La insistencia en la capacidad de bombardeo en picado llevó también a la necesidad de reforzar la estructura del ala y la incorporación de frenos de picado, lo que conllevó un aumento de peso, disminución de la velocidad, autonomía y capacidad de carga. El requisito de bombardeo en picado nunca fue resuelto satisfactoriamente y las versiones posteriores se produjeron sin frenos de picado.

### Tren de aterrizaje
El tren de aterrizaje principal del He 177 puede ser descrito como complejo. Había cuatro patas principales, cada una de ellas equipada con una gran rueda, con las posiciones extendido y retraído casi fijas, guardándose casi completamente extendido, en una góndola ubicada en la parte inferior de cada uno de los motores. Una versión más convencional de un eje único con dos ruedas se usó en el He-274, y existen sólo dibujos que permiten aseverar que existía un tren de aterrizaje triciclo montado en el He 277.

## Variantes
- He 177 A-0
  - 35 aparatos de preserie usados en pruebas de desarrollo y entrenamiento de conversión
- He 177 A-1
  - 130 aparatos construidos por Arado en cuatro versiones, designadas He 177A-1/R1 a He 177A-1/R4, cada ina con modificaciones menores; puesto en servicio en marzo de 1942
- He 177 A-3
  - Segunda serie de producción, 170 construidos. XVI y posteriores aviones propulsados por motores DB-610. Unos pocos ejemplares se equiparon con el cañón Rheinmetall BK-5 en una torreta debajo del morro.
- He 177 A-3/R1
  - Potenciado por dos Daimler-Benz DB 606A/B motores de pistones.
- He 177 A-3/R2
  - Aumento armamento defensivo - MG-151 MG FF sustitución de cañón en el morro
- He 177 A-3/R3
  - Antibuque, transportaba tres misiles Henschel Hs 293
- He 177 A-3/R4
  - Equipada con una góndola con un equipo para dirección de misiles FuG 203
- He 177 A-3/R5
  - Versión armada con un cañón de 75 mm en góndola ventral; cinco construidos
- He 177 A-3/R7
  - Fueron equipados para transportar dos torpedos cada uno; tres construidos
- He 177 A-4
  - Versión propuesta para operar a alta cota.
- He 177 A-5
  - Versión con modificaciones estructurales, principalmente alas reforzadas para poder transportar cargas más pesadas; los He 177 A-5/R1 a He 177 A-5/R4 tenían cambios menores de armamento; el He 177 A-5/R5 contaba con una torreta a control remoto en la parte posterior de las bodegas de bombas, de las que las dos primeras fueron suprimidas en el He 177 A-5/R6; el He 177 A-5/R7 tenía cabina presurizada; el He 177 A-5/R8 tenía torretas bajo el morro y en la cola; cinco He 117A-5 presentaban la secciín de la bodega de bombas modificada para albergar un conjunto de 33 tubos lanzacohetes, que eran disparados hacia arriba y hacia delante con un ángulo de 60°
- He 177 A-6 seis He-177 A-6/R1 fueron construidos como ejemplares de desarrollo de una versión propuesta con armamento adicional y blindaje para el compartimiento de la tripulación y los depósitos de combustible; un aparato de desarrollo voló provisto de una nueva sección delantera del fuselaje y el armamento más pesado previsto para el 6/R2
- He 177 A-7
  - Seis células de He 177A-5 fueron modificadas con la adopción del ala de 36 m prevista para el He 177A-7 de serie y con los motores DB 610 en lugar de los originales DB 613 de 3600 cv.

## Producción
Datos obtenidos en: Bundesarchiv/Militärarchiv Freiburg
| Versión    | EHF | HWO | ArB | Total | Periodo de producción              |
| Prototipos | 8   |     |     | 8     |                                    |
| He 177 A-0 | 15  | 15  | 5   | 35    |                                    |
| He 177 A-1 |     | 88  | 42  | 130   | enero de 1942 - enero de 1943      |
| He 177 A-3 |     | 217 | 398 | 615   | noviembre de 1942 - junio de 1944  |
| He 177 A-5 |     | 71  | 278 | 349   | diciembre de 1943 - agosto de 1944 |
| Total      | 23  | 391 | 723 | 1137  |                                    |

## Operadores
Alemania
- Luftwaffe (Wehrmacht)
  - Kampfgeschwader 1
  - Kampfgeschwader 4
  - Kampfgeschwader 10
  - Kampfgeschwader 40
  - Kampfgeschwader 100
  - Kampfgeschwader 200
  - Flugzeugführerschule (B) 15
  - Flugzeugführerschule (B) 16
  - Flugzeugführerschule (B) 31
  - Wekusta/ObdL

 Francia
- Fuerza Aérea Francesa. Operó al menos dos He 177A-3 abandonados por los alemanes y reconstruidos por SNCASE en Blagnac.

 Reino Unido
- Royal Air Force

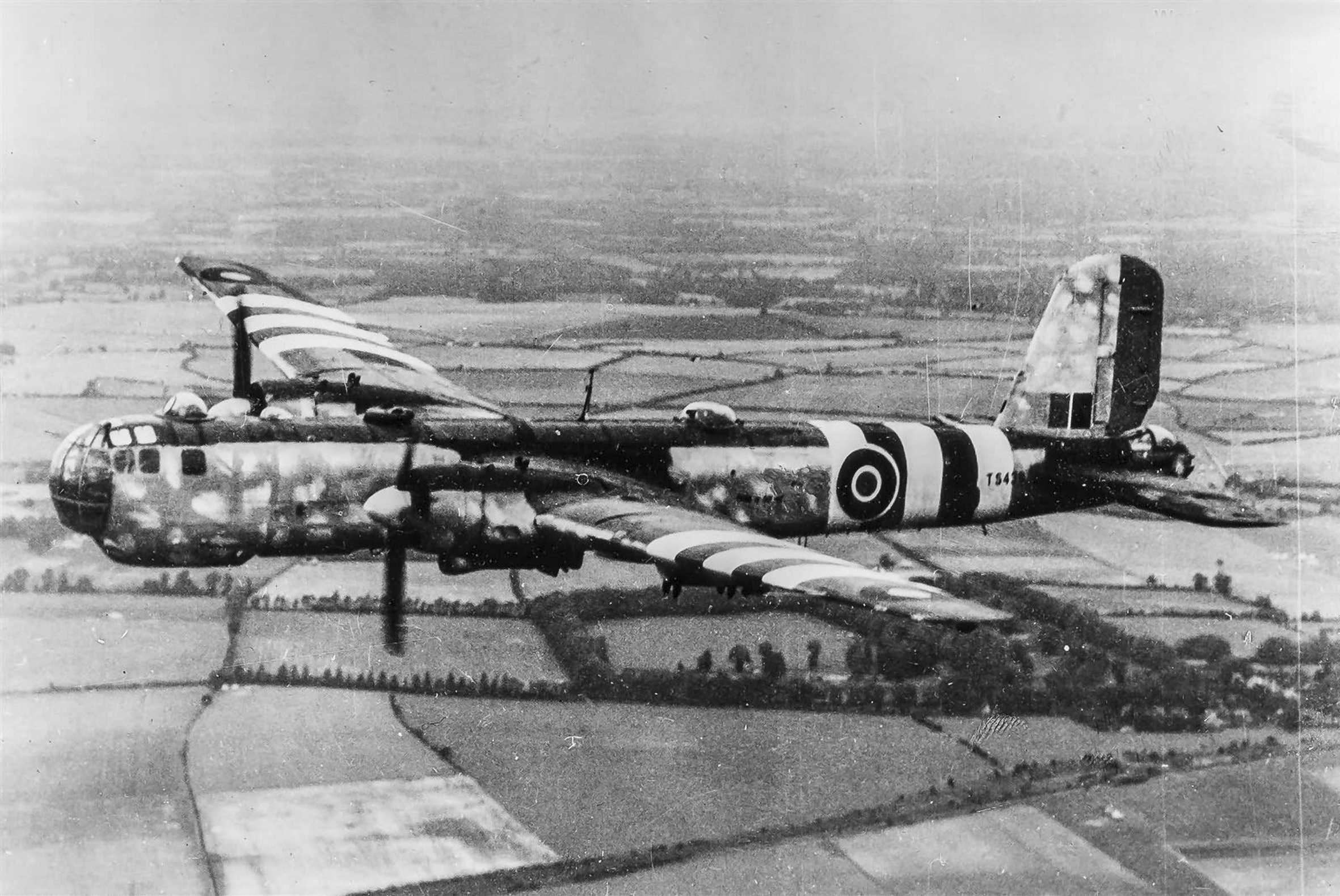
He 177A-5 capturado con insignias de la RAF.

  - RAE (Farnborough) probó un He 177A-5. El avión  (antes el F8+AP del escuadrón alemán 6./KG 40) fue capturado por la Resistencia francesa en 1944 en el Aeropuerto de Toulouse-Blagnac. Trasferido a Gran Bretaña, fue repintado con las insignias de la RAF y numerado con el serial TS439.[6]

## Historia operacional
Alrededor de 700 bombarderos prestaron servicio en el frente del Este, muchos de ellos armados con cañones de 50 y 75 mm con el propósito de destruir tanques soviéticos, lo que denota la estrechez de visión de los planificadores o quizá un sentido de desesperación, al destinar un bombardero pesado a realizar operaciones que un avión de ataque al suelo como el Henschel Hs 129 o el Junkers Ju 87 Stuka podía realizar con mayor eficiencia.
Asimismo, en el frente oeste llevaron a cabo algunas misiones contra objetivos en la Gran Bretaña, al ser utilizados como bombarderos en picado en incursiones breves a una velocidad inadecuada de 640 km/h en donde los blancos se erraban por no tener suficiente tiempo los artilleros de apuntar correctamente al objetivo.
Finalmente, se utilizaron como plataformas de lanzamiento del misil guiados Henschel Hs 293 o la bomba planeadora guiada bombas guiadas FX 1400 Fritz contra objetivos navales o terrestres.

## Posibles sobrevivientes
Durante el período de la guerra cuando los He 177 se basaron en la Unión Soviética ocupada, un pequeño número de Greif aterrizaron en lagos congelados dentro de ese territorio, por lo que al derretirse el hielo estos se habrían hundido hasta el presente. [cita requerida] No hay antecedentes de He 177 intactos después del fin de la guerra (todos los He 177 capturados así como el prototipo He 274 en Francia, fueron desguazados a finales de la década de 1950) lo que dejaría a los posibles Greif hundidos como los únicos posibles supervivientes pero no se ha descubierto ninguno hasta la actualidad.

## Especificaciones (He 177A-5/R2)

### Características generales
- Tripulación: 6
- Longitud: 22 m (72,2 ft)
- Envergadura: 31,44
- Altura: 6,40
- Superficie alar: 101,99
- Peso vacío: 16 800 kg (37 027,2 lb)
- Peso cargado: 27 200 kg (59 948,8 lb)
- Peso máximo al despegue: 31 000 kg (68 324 lb)
- Planta motriz: 2× Daimler-Benz DB 610, de 24 cilindros (doble V12) refrigerados por líquido.
  - Potencia: 2133 kW (2941 HP; 2901 CV) cada uno.
- Hélices: 1× Cuatripala por motor.

### Rendimiento
- Velocidad máxima operativa (Vno): 565 km/h (351 MPH; 305 kt) a 6000 m s. n. m.
- Velocidad de entrada en pérdida (Vs): 135 km/h (84 MPH; 73 kt)
- Radio de acción: 1540 km
- Alcance en ferry: 5600 km
- Techo de vuelo: 9400 m (30 840 ft)
- Régimen de ascenso: 3,16
- Carga alar: 303,9 kg/m² (62,2 lb/ft²)

### Armamento
- Ametralladoras: 6× 

  - 1× MG 81 de 7,92 mm en el morro.
  - 2× MG 81 de 7,92 mm en una góndola ventral hacia atrás.
  - 2× MG 131 de 13 mm en una torreta dorsal FDL 131Z operada remotamente con cobertura completa de 360°.
  - 1× MG 131 de 13 mm en una torreta dorsal.

- Cañones: 2× 

  - 1× MG 151 de 20 mm en la cola.
  - 1× MG 151 de 20 mm en una góndola ventral hacia delante.
- Otros: Hasta 6000 kg de bombas en bodegas internas o 7200 kg externamente o hasta 3 bombas guiadas por radio Fritz X o misiles Henschel Hs 293.
  - 48 × bombas de 50 kg (2400 kg en total)
  - 1 × bomba de 2500 kg
  - 12 × bombas de 250 kg (3000 kg en total)
  - 6 × bombas de 500 kg (3000 kg en total)
  - 2 × bombas de 1800 kg (3600 kg en total)
  - 2 × bombas de 1800 kg + 2 × minas LMA III (4600 kg en total)
  - 10 × bombas de 500 kg (5000 kg en total)
  - 2 × Bombas de 1000 kg + 2 × bombas de 1800 kg (5600 kg en total)
  - 6 × Bombas de 1000 kg (6000 kg en total)
  - 2 × FX 1400 Fritz X bajo las alas + 1 × FX 1400 Fritz X bajo el fuselaje
  - 2 × Hs 293 o 294 bajo las alas + 1 × Hs 293 o 294 bajo el fuselaje
  - 2 × Bombas de 500 kg internamente + 2 × Hs 293 bajo las alas
  - 2 × Torpedos LT 50 bajo las alas

### Desarrollos relacionados
- Heinkel He 274
- Heinkel He 277

### Aeronaves similares
- Avro Manchester
- Boeing B-29 Superfortress
- Dornier Do 317

### Secuencias de designación
- Sistema de designación aeronaves del RLM: ← He 170 · He 172 · He 176 · He 177 · He 178 · Bü 180 · Bü 181 →

### Listas relacionadas
- Anexo:Aeronaves militares de Alemania en la Segunda Guerra Mundial